# Joseph de Porres
Joseph de Porres, también como José, (Santiago de los Caballeros de Guatemala, 1635-Santiago de los Caballeros de Guatemala, 17 de mayo de 1703) fue un arquitecto guatemalteco durante la época de la Capitanía General de Guatemala de la Nueva España, primer maestro mayor de Arquitectura de Santiago.

## Biografía
Hijo natural de Juan de Porres y de Pascuaza de la Concepción, nació en Santiago de Guatemala, actualmente Antigua Guatemala, en 1635. Era mestizo, como la mayoría de los artistas y artesanos de la ciudad. De su matrimonio con Teresa Ventura nació Diego de Porres (1677-1741), también maestro mayor de Arquitectura de Santiago de Guatemala. Creció como analfabeto, pero tras comenzar como aprendiz de alarife, aprendió a leer y escribir, como demuestra su conocimiento de los libros de arquitectura de Sebastiano Serlio y Giacomo Vignola.
Comenzó con el alarife Juan Pascual, del que resultó alumno aventajado ya que lo sustituyó en 1666 en la construcción de la iglesia del Hospital de San Pedro. Acabado en 1669, fue el primer edificio con bóveda de Santiago.
Ese mismo 1669 comenzó a trabajar en la Catedral como arquitecto segundo. Pero ya en 1670 la obra pasó a su responsabilidad hasta 1685, cuando se finalizó un edificio lleno de bóvedas. En la década de 1680 introdujo otra novedad en Guatemala: la columna salomónica.
En 1687 la ciudad le nombró maestro mayor de Arquitectura de Santiago, el primero en su cargo. El nombramiento solo fue tras la denuncia de los nobles de la ciudad, entre ellos, Francisco Antonio de Fuentes y Guzmán, que pidieron que los nombrados (también se nombró al carpintero Agustín Núñez) pasaran un examen, en el que tuvieron que defender sus conocimientos, incluidos aquellos sobre la arquitectura resistente a los terremotos. Falleció seis años después, en 1703 en Santiago de Guatemala.

## Obra
Fue el principal arquitecto de Guatemala de la segunda mitad del siglo XVII. Su estilo muestra un cierto retraso con respecto a los gustos europeos, mostrando más rasgos del clasicismo, el manierismo y el barroco temprano, más que del barroco pleno.

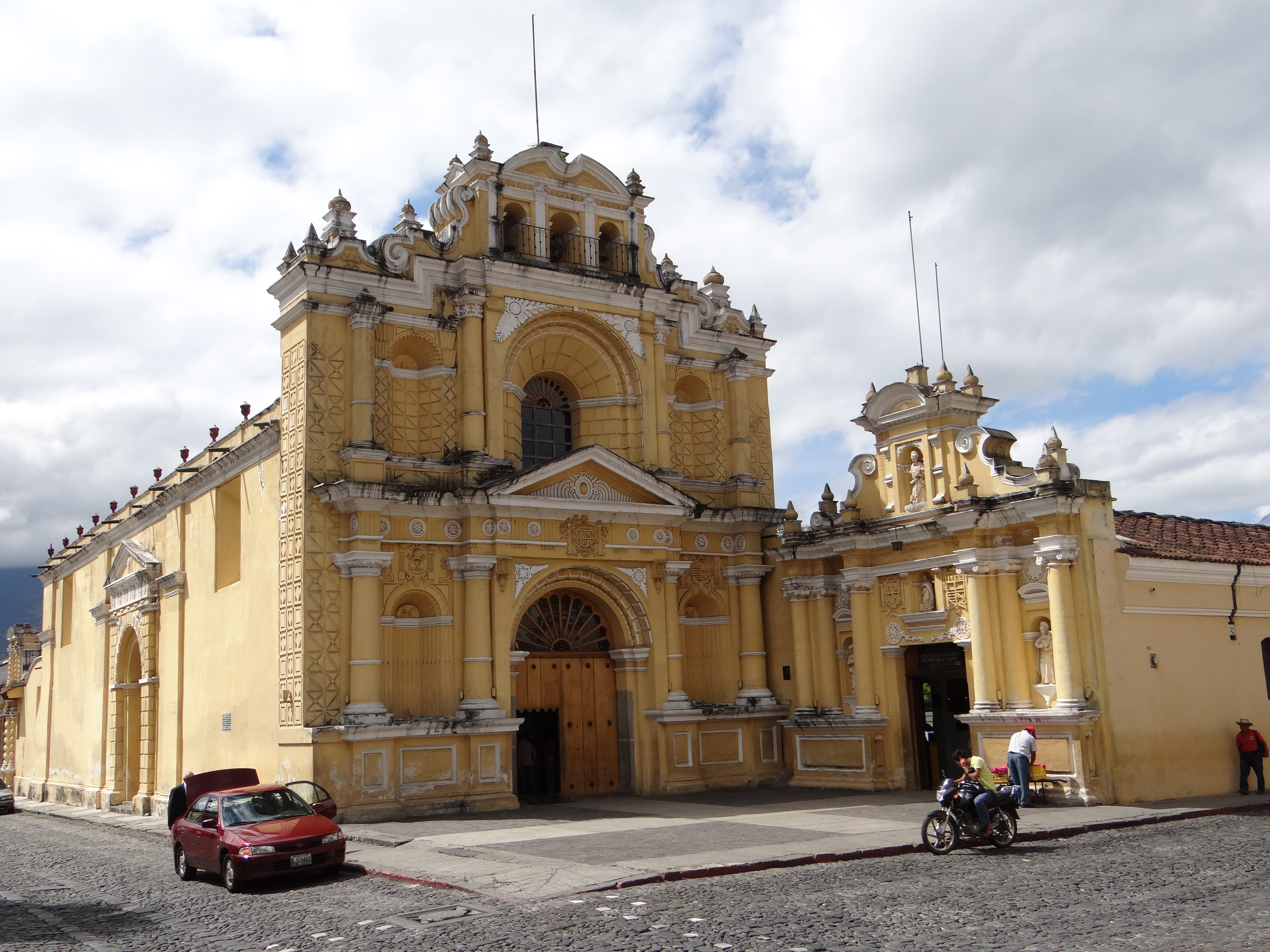
Hospital (dcha.) e iglesia del hospital (izq.) de San Pedro (1662-1669)
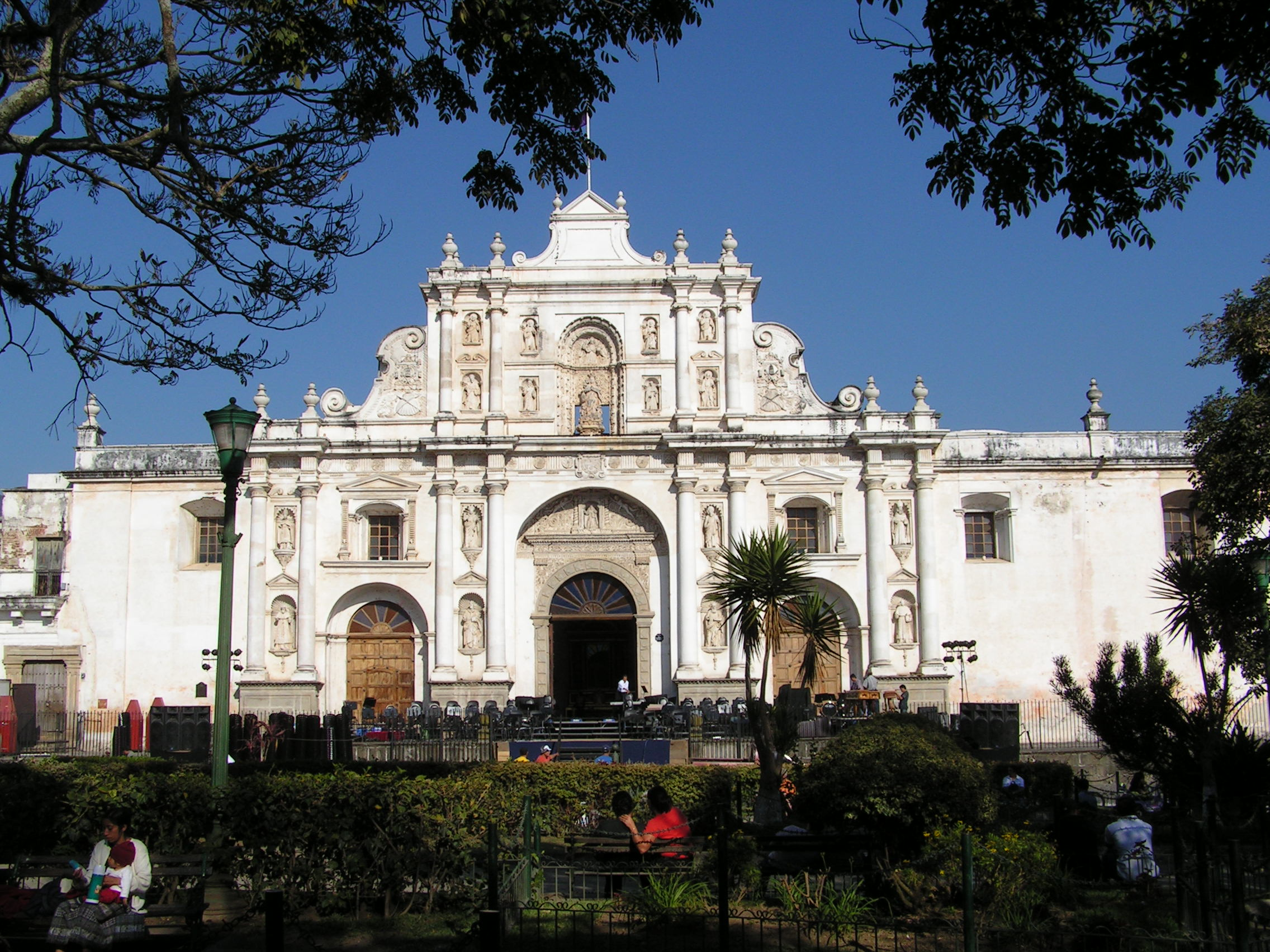
Catedral nueva de San José de Santiago de Guatemala
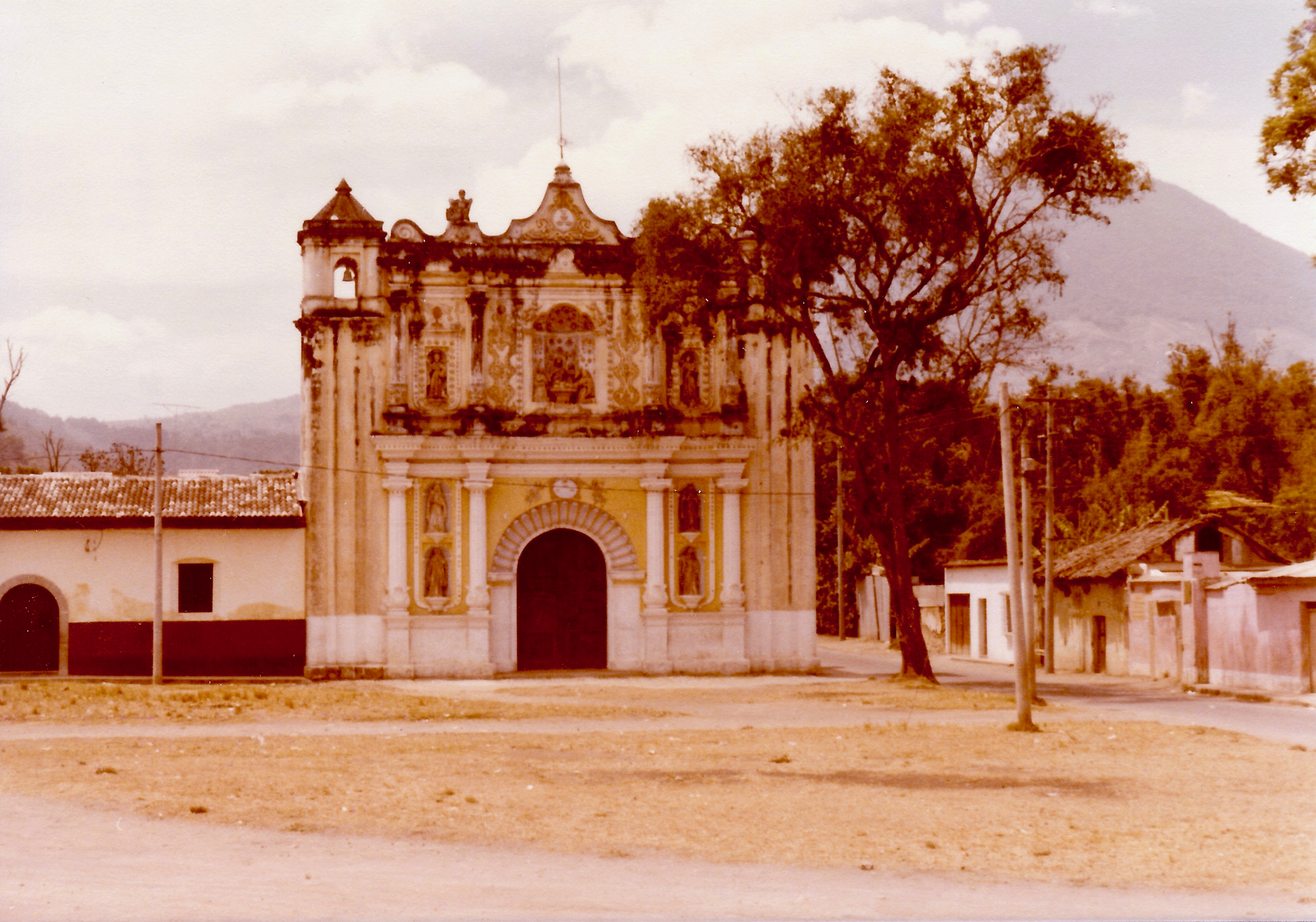
Iglesia del Belén (1678)
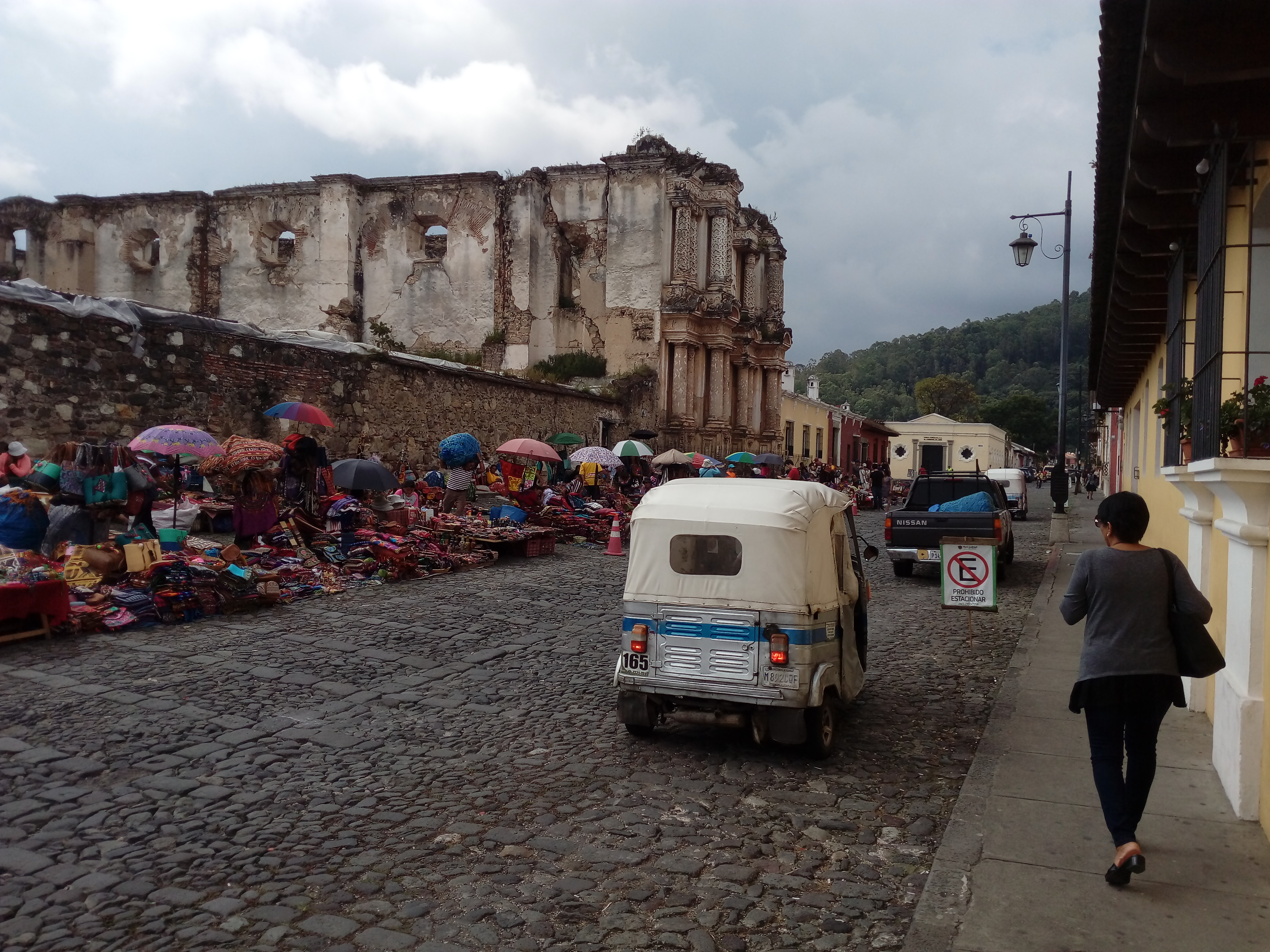
Ruinas del convento e iglesia de Santa Teresa (1683-1687)
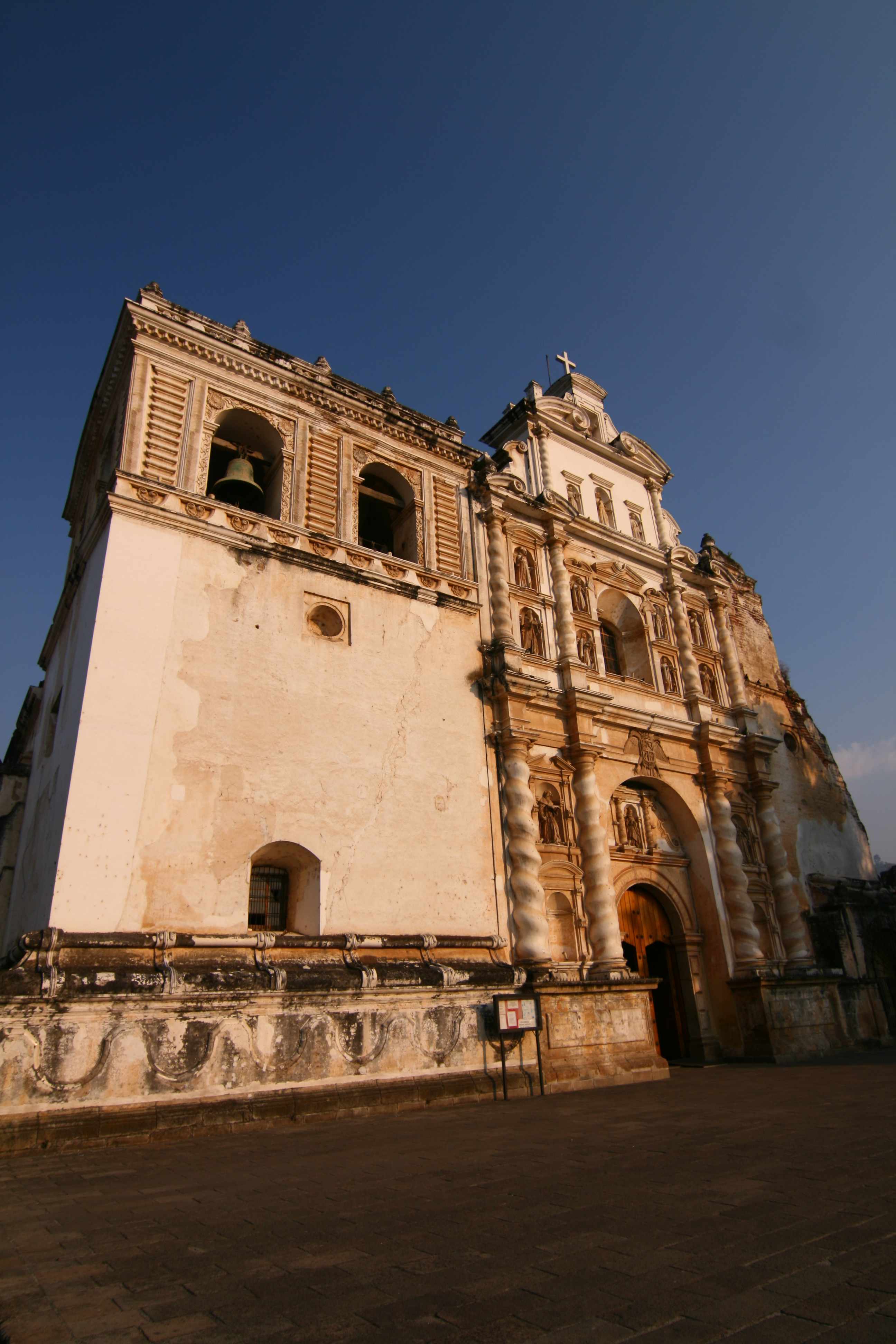
Iglesia de San Francisco (1698)
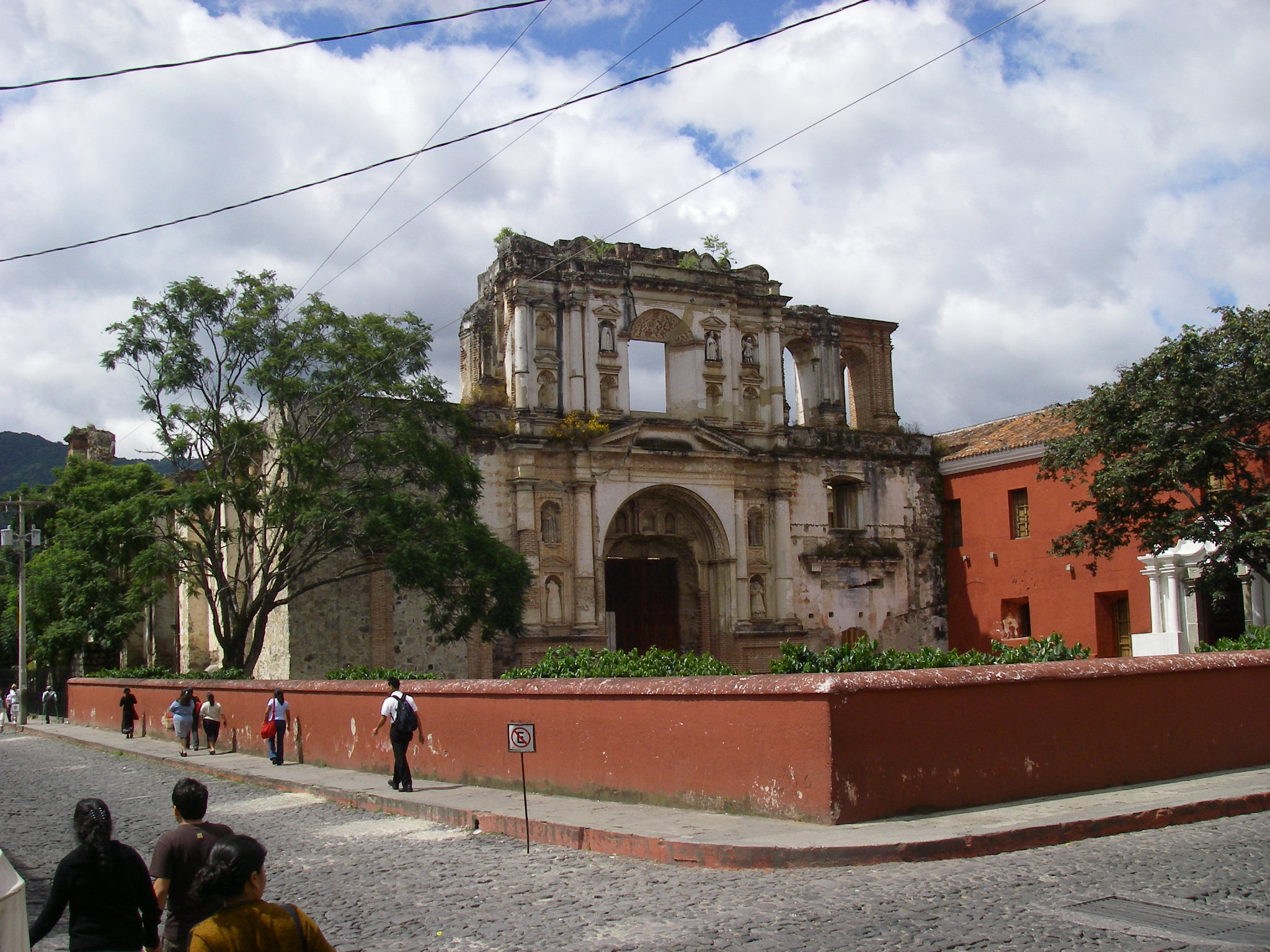
Iglesia de la Compañía de Jesús (1698)